# Mondrückseite

Die Mondrückseite. Dieses Bild setzt sich aus Einzelaufnahmen aus den Jahren 2009 bis 2011 zusammen. Aufgenommen hat die Bilder der Lunar Reconnaissance Orbiter, ein Satellit, der um den Mond kreist. Links oben das Mare Moscoviense, links unten der dunkle Krater Tsiolkovskiy, im unteren Bilddrittel die fleckige große Beckenregion von Mare Ingenii, Leibnitz, Apollo und Poincaré.

Als Mondrückseite wird jene Hemisphäre des Erdmondes bezeichnet, die von der Erde abgewandt, und daher nie zu sehen ist. Genau genommen sind aber nur 41 Prozent der Mondoberfläche von der Erde aus nie sichtbar. Der Grund ist die um 5° geneigte Mondbahn und ihre Ellipsenform (siehe Libration).
Dass stets dieselbe Hälfte des Mondes der Erde abgewandt ist, hat seine Ursache in der gebundenen Rotation des Trabanten – einem in der Astronomie häufigen Phänomen bei der engen Umkreisung zweier Himmelskörper. Durch die Gezeitenkraft der Erde hat sich die Rotationsdauer des Mondes nach und nach der Monatslänge (29½ Tage, Periode der Mondphasen) angepasst.
Die Menschheit kennt das Aussehen der Mondrückseite erst seit 1959: Damals gelang es der sowjetischen Sonde Luna 3, erste Bilder dieser Seite zu liefern. Im Folgejahr wurden die Aufnahmen in einem Mondatlas veröffentlicht. Am 3. Januar 2019, 3:26 Uhr MEZ landete mit der chinesischen Raumsonde Chang’e-4 erstmals eine Sonde auf der Mondrückseite. Der Landeort war der Von-Kármán-Krater im Südpol-Aitken-Becken.

## Erkundung
Die Mondrückseite wurde erstmals Ende 1959 von der sowjetischen Mondsonde Luna 3 erkundet, deren Funkbilder 70 Prozent der erdabgewandten Seite erfassten und eine ganz andere Ansicht boten als die gewohnte und gut erforschte Vorderseite des Mondes. Insbesondere war nur eine einzige dunkle Tiefebene (Mare Moskwa) erkennbar. Die Erfassung der noch unkartierten Gebiete gelang im Juli 1965 nach dem Vorbeiflug der sowjetischen Raumsonde Zond 3, die erstmals hochwertige Bilder von der Mondrückseite lieferte. Der Lunar Reconnaissance Orbiter der NASA hat schließlich die Rückseite 2010 in hoher Auflösung kartiert.
Die drei Apollo-8-Besatzungsmitglieder Frank Borman, James Lovell und William Anders waren 1968 die ersten, und mit 21 weiteren Apollo-Astronauten die bisher einzigen Menschen, die die erdabgewandte Mondseite mit eigenen Augen gesehen haben (je drei Astronauten auf den acht Flügen Apollo 10 bis Apollo 17, wobei die drei Astronauten Eugene Cernan, James Lovell und John Young an je zwei Apollo-Mondexpeditionen teilnahmen).
Der chinesische Rover Jadehase 2 erkundet seit dem 3. Januar 2019 den Von-Kármán-Krater im Südpol-Aitken-Becken auf der Rückseite des Mondes.

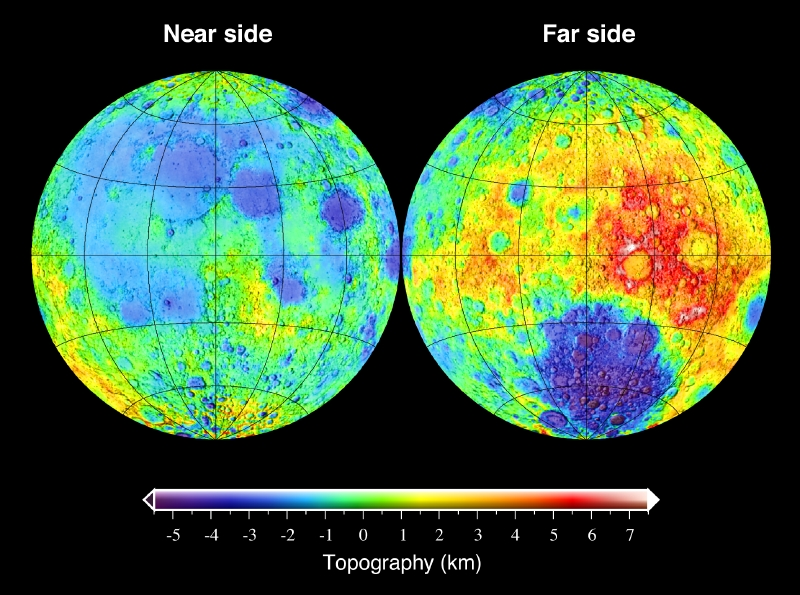
Die Topografie der Vorder- und Rückseite des Mondes. Auf letzterer sind die regionalen Höhenunterschiede wesentlich stärker ausgeprägt.

## Unterschiede zur sichtbaren Mondhälfte

### Erscheinungsbild
Schon auf den ersten Blick fällt auf, dass die dunklen Gebiete, die von erstarrter Lava bedeckten Tiefebenen (Mare), nur wenige Prozent der Oberfläche ausmachen, im Gegensatz zu etwa 30 Prozent auf der erdzugewandten Seite. Daher hat die Rückseite im Schnitt ein höheres Rückstrahlvermögen (Albedo); damit ist bei Neumond die Rückseite heller als die Vorderseite bei Vollmond.
Umso fragwürdiger ist daher die englischsprachige Bezeichnung dark side of the Moon. Darunter hat man weniger eine Dunkelheit zu verstehen, sondern die Tatsache, dass diese Seite lange Zeit den Menschen unbekannt war.
Auf der Rückseite befinden sich auch weniger Mondgebirge und -rillen als auf der Vorderseite. Dies liegt wohl an den wenigen Mondmeeren bzw. großen Einschlägen. Der maximale Höhenunterschied zwischen den tiefsten Senken im Südpol-Aitken-Becken und den höchsten Lagen im benachbarten ostzentralen Hochland mit den Kratern Korolev und Hertzsprung beträgt etwa 16 km. Dies sind einige Kilometer mehr als auf der erdzugewandten Mondhälfte und nur etwas weniger als die 20 km an der Oberfläche der Erdkruste.

### Geologischer Hintergrund

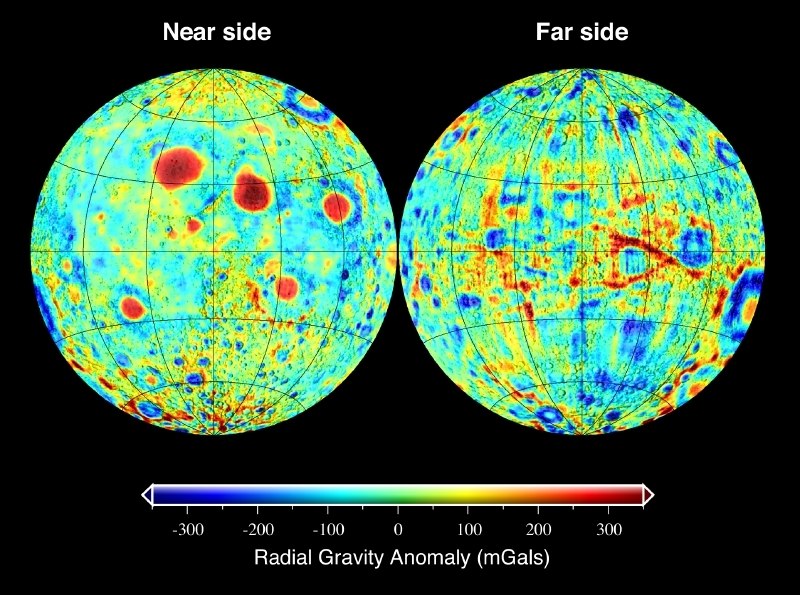
Das Schwerefeld auf der Vorder- und Rückseite des Mondes, rot = größere, blau = geringere Schwerkraft

Aus geologisch-kosmogonischer Sicht ist bemerkenswert, dass die Mondrückseite nur vier kleine Mondmeere aufweist: Die zwei relativ zentral gelegenen Tiefländer Mare Moscoviense und Mare Ingenii sowie die bei extremer Libration am Rand vor der Vorderseite sichtbaren Tiefländer Mare Australe und Mare Orientale. Die Mondrückseite besteht zu über 90 Prozent aus hellen, kraterbedeckten Hochländern.
Auffällig ist ferner der sehr dunkle Boden des großen Kraters Tsiolkovskiy und des nahe gelegenen Kraters Jules Verne. Das Südpol-Aitken-Becken mit einem Durchmesser von 2240 km ist der größte Einschlagkrater auf dem Erdmond. Die zwei so ungleichen Hemisphären haben sich auch dadurch unterschiedlich entwickelt, dass der geometrische Mittelpunkt der Mondkugel und ihr Schwerpunkt um 1,8 Kilometer (1 Promille des Mondradius) voneinander abstehen, was mit einer Asymmetrie des inneren Aufbaus und der Mondkruste zusammenhängt. Nach einer 2011 aufgestellten Theorie liegt der Grund in einem zweiten Erdtrabanten, welcher vor etwa 4,5 Milliarden Jahren mit dem Mond kollidierte.

GIF-Animation einer Fotoserie des Transits des Mondes zwischen dem Satelliten DSCOVR, der sich am Lagrange-Punkt L1 des Erde-Sonne-Systems befindet, und der Erde am 16. Juli. Sie zeigt die sonst für uns unsichtbare Mondrückseite

Wegen der fehlenden großen Mondmeere, die auf der Vorderseite vor etwa 4 Milliarden Jahren während des „letzten großen Bombardements“ entstanden, finden sich auf der Mondrückseite auch keine ausgedehnten Lavadecken. An größeren Mascons, Massen- bzw. Schwereanomalien als Folge großer Meteoriteneinschläge, ist nur jenes unter dem Mare Orientale und die stark gegliederte Beckenregion im Süden zu erwähnen; siehe Bild rechts.

## Pläne für Weltraumfahrt und Astronomie
Seit einigen Jahren werden von Astronomen Pläne erörtert, die Mondrückseite für besonders empfindliche Messungen zu nutzen. Der Vorteil besteht dort in der Freiheit von jeglichem irdischen Störlicht – dem auch etwa das Hubble-Weltraumteleskop unterliegt – und des irdischen Funkverkehrs. Nachteilig wäre allerdings, dass Telemetrie und Funkverkehr nur über Mondsatelliten möglich wäre.
Wegen der Strahlung und der Temperaturen wäre als Standort eines solchen Observatoriums die Nähe eines Mondpols vorteilhaft, wo die monatlichen Temperaturunterschiede nicht wie sonst über 200 Kelvin, sondern nur einen Bruchteil davon ausmachen.
1994 schlug der französische Astronom Jean Heidmann (1923–2000) den Mondkrater Saha als idealen Standort für ein lunares Radioteleskop für SETI vor.

## Mondrückseite in der Fiktion
- In dem Science-Fiction-Drama Moon (2009) findet der alleinige Bediener einer auf der Mondrückseite betriebenen automatisierten Förderanlage heraus, dass er nur ein Klon ist.
- In der Filmkomödie Iron Sky (2012) befindet sich auf der Mondrückseite die Nazi-Mondbasis Schwarze Sonne.

## Rückseite bei anderen Monden
Die Planetologie spricht auch bei einigen anderen Monden des Sonnensystems, die eine zu ihrem Planeten gebundene Rotation aufweisen, von deren „Rückseite“, abgewandter oder „Außenseite“. Die gebundene Rotation trifft u. a. auf die vier großen Jupitermonde und auf einige Saturnmonde zu. Deren Hemisphären haben oft eine unterschiedliche Kraterdichte aus der Frühzeit, weil die Zahl der Einschläge von der Orientierung zum Planeten beeinflusst wird. Statistisch sind am meisten Einschläge auf jenem Mondviertel zu erwarten, das außen, aber in Bewegungsrichtung vorne liegt.
Einige Monde haben auch zwei unterschiedlich helle Hemisphären. Besonders ausgeprägt ist dies beim Saturnmond Japetus: Die im Umlaufsinn vordere Hälfte hat eine Albedo von nur 0,04. Diese extrem dunkle Region wurde nach dem Entdecker (1671) des Mondes Cassini Regio benannt und ist wahrscheinlich mit vulkanischem oder meteoritischem Staub bedeckt.  Die hintere Hemisphäre ist mit Albedo 0,5 über zehnmal so hell, ähnlich wie die Oberfläche der großen Eismonde Jupiters.